# Massacre de Wola
O massacre de Wola (polonês: Rzeź Woli, lit. 'Wola slaughter') foi o assassinato sistemático de entre 40 000 e 50 000 poloneses no bairro de Wola, na capital polonesa, Varsóvia, pelas Waffen-SS alemãs e colaboradores do Eixo na Legião do Azerbaijão, bem como pela SS Sturmbrigade RONA predominantemente russa forças, que ocorreu de 5 a 12 de agosto de 1944. O massacre foi ordenado por Heinrich Himmler, que ordenou matar "qualquer coisa que se mova" para parar a Revolta de Varsóvia logo após seu início.
Dezenas de milhares de civis poloneses, juntamente com combatentes capturados da resistência do Exército Interno, foram assassinados pelos alemães em execuções em massa organizadas em Wola. Famílias inteiras, incluindo bebês, crianças e idosos, eram frequentemente baleadas no local, mas algumas foram mortas após tortura e agressão sexual. Soldados assassinavam pacientes em hospitais, matando-os em suas camas, bem como os médicos e enfermeiros que cuidavam deles. Cães foram soltos para encontrar sobreviventes a serem mortos. A operação foi liderada por Erich von dem Bach-Zelewski, embora seus principais perpetradores tenham sido a Brigada Dirlewanger e a Brigada "RONA" Kaminski, cujas forças cometeram as atrocidades mais cruéis, atraindo críticas do próprio Bach-Zelewski.
Os alemães anteciparam que essas atrocidades esmagariam a vontade dos insurrecionistas de lutar e colocariam o levante em um fim rápido. No entanto, a pacificação implacável de Wola apenas endureceu a resistência polonesa, e foram necessários mais dois meses de luta pesada para que os alemães recuperassem o controle da cidade.